# Margattea satsumana
Margattea satsumana är en kackerlacksart som först beskrevs av Asahina 1979.  Margattea satsumana ingår i släktet Margattea och familjen småkackerlackor. Inga underarter finns listade i Catalogue of Life.